# Max Schmitz

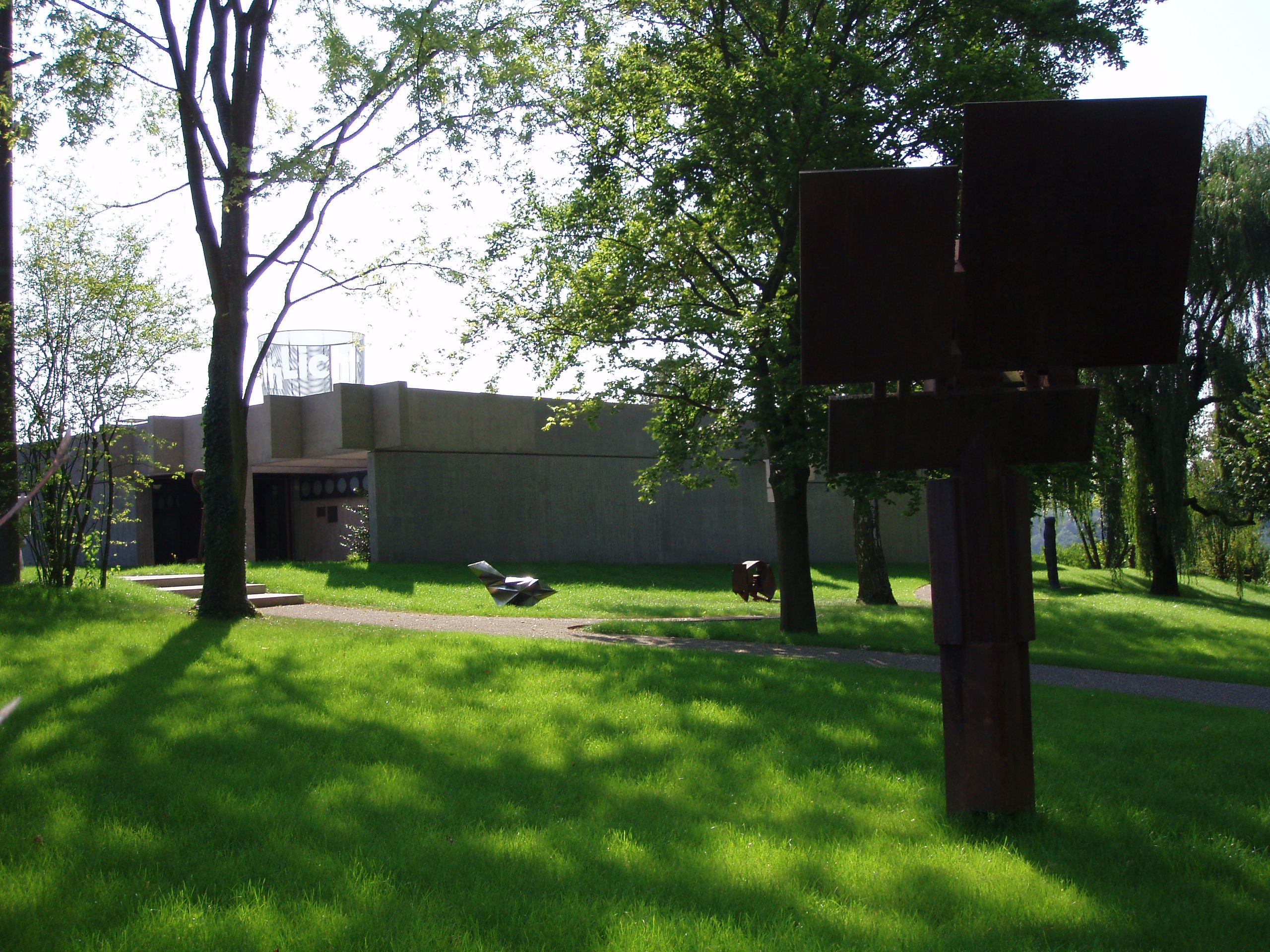
Sammlung Domnick met op de voorgrond een sculptuur van Max Schmitz

Max Schmitz (Oberhausen, 1936) is een Duitse beeldhouwer.

## Leven en werk
Schmitz studeerde van 1958 tot 1959 kunstgeschiedenis, egyptologie en filosofie aan de Universiteit van München en bezocht van 1959 tot 1962 de kunstacademie van Karlsruhe. Hij studeerde onder anderen bij de hoogleraren Fritz Klemm en Hans Kindermann. In 1963 was hij de assistent van de beeldhouwer Wilhelm Loth. Van 1963 tot 1965 studeerde hij vervolgens beeldhouwkunst bij Rudolf Hoflehner aan de Staatliche Akademie der Bildenden Künste Stuttgart en politicologie bij Golo Mann aan de Technische Hochschule Stuttgart. Van 1965 tot 1967 was hij de assistent van zijn vroegere hoogleraar de beeldhouwer Rudolf Hoflehner.
Schmitz was vanaf 1973 lid van de Deutsche Künstlerbund en vanaf 1975 van de Künstlerbund Baden-Württemberg. Sinds 1984 is hij lid van de kunstenaarsgroepering Konstuktive Tendenzen en in 1997 was hij met de kunstenaars Ingrid Dahn en David D. Lauer medeoprichter van de groep Ataraxia.
De kunstenaar woont en werkt in Leonberg-Warmbronn en La Orotava op Tenerife (Canarische Eilanden).

## Werken in de Sammlung Domnick
De werken van Max Schmitz maken een belangrijk deel uit van de collectie beeldhouwwerken van de kunstverzamelaar Ottomar Domnick (1907-1989) in Nürtingen:
- Binnencollectie
  - Hammer Kopf (1963)
  - Kopf als Waffe (1965)
  - Modell Syrinx (1965)
- Buitencollectie in het Skulpturenpark Sammlung Domnick
  - Analytischer Kopf (1965)
  - Skulptur o.d. (1977)
  - Koordinatenkopf (1978)
  - Felder eines Menschen in Bewegung (1979)
  - Syrinx (1979)

## Enkele werken in de openbare ruimte
- Conformation Mensch[1] (1983/85), Innenhof des Bietigheimer Schlosses in Bietigheim-Bissingen
- Großer Koordinatenkopf in Schrägstellung[2] (1991) - onder andere te zien geweest gedurende exposities in Korb (Württemberg) en Am Venusberg in Aidlingen (2002)
- Koordinator für Maulbronn[3](2010), Annäherung - Skulpturenweg zum Kloster Maulbronn aan de Friedhofweg in Maulbronn
- Andere werken bevinden zich in Leonberg, Essen, Esslingen, Ulm en Weingarten